# Жайворонок (фільм)
«Жайворонок» (рос. «Жаворонок») — російський радянський художній фільм-драма, поставлений на Ленінградської ордена Леніна кіностудії «Ленфільм» в 1964 році режисерами Микитою Куріхіним і Леонідом Менакером.
Прем'єра відбулася в конкурсі Каннського фестивалю 1965 року.
Прем'єра фільму в СРСР відбулася 1 травня 1965 року.

## Зміст
Історія героїчної втечі з фашистського полону декількох танкістів. Відважні хлопці не просто намагаються врятувати свої життя, але захоплюють танк і застосовують свою майстерність, щоб завдати максимальної шкоди супротивнику.

## Історія створення сценарію
Радянський письменник і сценарист Лев Шейнін, відвідавши 39-у гвардійську мотострілецьку дивізію ГСВГ в 1964 році, написав сценарій телефільму «Помилка генерала Гудеріана». Пізніше драматург Самуїл Альошин, також відвідавши дивізію, написав п'єсу «Кожному своє», сюжет якої був узятий за основу сценарію фільму.

## Ролі
- Екіпаж танка Т-34
В'ячеслав Гуренков — танкіст Іван
Геннадій Юхтін — танкіст Петро
Валерій Погорельцев — молодий танкіст Олексій
Валентінс Скулме — француз
- Німецькі офіцери і солдати:
Бруно Оя — оберштурмбанфюрер
Ервін Абель — штурмбанфюрер Карл
Жаніс Катлап — німецький полковник, що стежить за випробуванням танка
Хейно Мандрі — начальник таємної поліції (служби безпеки), штандартенфюрер
Гунар Плацен — німецький солдат-есесівець
Ольов Тинн — військовий інженер в цивільному на полігоні
Яніс Юров

## В епізодах
- Любов Малиновська — полонена російська жінка, що працює на полі
- Жанна Шабаліна — молода полонена російська жінка, що працює на полі
- Юлія Діоші — вожата «гітлерюгенд»
- Олександр Афанасьєв — Фаша
- Людмила Глазова — полонена, що працює на полі
- Н. Фадєєва — молода полонена російська жінка, що працює на полі
- М. Туле — німецька фрау, господиня маєтку
- Тину Аав — німецький льотчик-офіцер
- Михайло Васильєв — керуючий маєтком
- Хельмут Вааг — господар пивного бару
- Геннадій Кирик — німецький поліцейський
- Гунар Кілгас — німецький офіцер
- Рудольф Нууде — батько німецького однорукого солдата
- Яніс Філіпсон — німецький солдат-інвалід, без однієї руки
- В. Опанасюк
- Всеволод Санаєв — німецький офіцер, стежить за випробуванням танка (в титрах не вказаний)
- Галина Федорова (в титрах не вказана)

## Знімальна група
- Автори сценарію - Михайло Дудін, Сергій Орлов
- Режисери-постановники - Микита Куріхін, Леонід Менакер
- Оператори - Микола Жилін, Віктор Карасьов
- Композитор - Яків Вайсбурд
- Звукооператор - Костянтин Лашков
- Художник-постановник - Борис Биков
- Художник по костюмах - Діана Мане
- Грим - Людмила Єлісєєва, Г. Вдовиченко
- Монтаж - Раїса Ізаксон
- Консультанти - Б, Бараус, О. Харитонов, Р. Фінкельштейн
- Редактор - Михайло Кураєв
- Асистенти:
режисера - К. Кирпичева, В. Перов, А. Скорупський
оператора - В. Васильківський, Вадим Лунін
художника - А. Тимофієв
- Комбіновані зйомки:
Художник - Юрій Боровков
Оператор - Едгар Штирцкобер
- Оркестр Ленінградського Академічного Малого Театру опери та балету
Диригенти - Микола Рабинович, Лео Корхін
- Співає - Майя Кристалінська
- Директор картини - Юрій Джорогов

## Музика
- Пісню «Его зарыли в шар земной» виконує Майя Кристалінська.

## Факти
- У 1965 році фільм номінувався на Каннському фестивалі.